# Pune Marathas
I Pune Marathas sono stati una squadra di football americano di Pune, in India, fondata nel 2011.

## Dettaglio stagioni

### Tornei nazionali

#### Campionato

##### EFLI
| Stagione | regular season | regular season | regular season | regular season | regular season | regular season | playoff | playoff | playoff | playoff | playoff | playoff   | playoff         |
|          | Vin            | Par            | Per            | Tot            | PF             | PS             | Vin     | Per     | Tot     | PF      | PS      | risultato | avversaria      |
| -------- | -------------- | -------------- | -------------- | -------------- | -------------- | -------------- | ------- | ------- | ------- | ------- | ------- | --------- | --------------- |
| 2012     | 4              | 0              | 2              | 6              | 88             | 42             | 2       | 0       | 2       | 27      | 7       | Campioni  | Delhi Defenders |
| Totale   | 4              | 0              | 2              | 6              | 88             | 42             | 2       | 0       | 2       | 27      | 7       |           |                 |

Fonti: Enciclopedia del Football - A cura di Roberto Mezzetti

### Riepilogo fasi finali disputate
| Anno             | Luogo | Evento | Fase del torneo | Incontro                        | Risultato |
| 10 novembre 2012 |       | EFLI   | Elite Bowl      | Delhi Defenders - Pune Marathas | 0 - 6     |

## Palmarès
- 1 EFLI (2012)